# Squalius carolitertii
Squalius carolitertii és una espècie de peix de la família dels ciprínids i de l'ordre dels cipriniformes present al nord de la península Ibèrica, incloent-hi els rius Duero i Miño. Els mascles poden assolir els 25 cm de longitud total.